# Barichneumon manni
Barichneumon manni är en stekelart som först beskrevs av Joseph Kriechbaumer 1888.  Barichneumon manni ingår i släktet Barichneumon och familjen brokparasitsteklar. Inga underarter finns listade.